# مزرعة الطيبة
الطيبة هي إحدى المزارع اللبنانية من قرى قضاء صور في محافظة الجنوب. وتقع بالقرب من بلدة (برج رحال).
 
وهي غير بلدة الطيبة التي تقع في قضاء مرجعيون جنوب لبنان.